# Angelo Acerbi
Angelo Acerbi, född 23 september 1925 i Sesta Godano, är en italiensk romersk-katolsk kardinal, titulärärkebiskop och diplomat.
Den 7 december 2024 upphöjde påve Franciskus Acerbi till kardinal. Acerbi, som då var 99 år gammal, blev då den äldste någonsin att upphöjas till kardinal.